# Sarasaeschna niisatoi
Sarasaeschna niisatoi – gatunek ważki z rodziny żagnicowatych (Aeshnidae).